# Myung Jae Nam
El Gran Maestro Myung Jae Nam (1938 – 3 de agosto de 1999) fue un practicante de Hapkido coreano que fundaría más tarde dos nuevas artes marciales coreanas, el Hankido y el Hankumdo. Myung Jae Nam nació en la provincia de Jeollanam-do pero vivió en Incheon la mayor parte de su vida.

## Vida
Empezó su entrenamiento en artes marciales en 1948, y su entrenamiento en el Hapkido con el Gran Maestro Ji Han Jae en el Joong Bu Si Jang en 1958 o 1959; este lugar fue la tercera ubicación que el Grand Master/ Gran Maestro Ji Han Jae tuvo en Seúl. Al mismo tiempo que ingresaba el Gran Maestro Myung lo hacían el Gran Maestro Bong Soo Han y el Gran Maestro Choi Sea Oh.
En 1972 Myung Jae Nam se convirtió en uno de los primeros miembros de la Korea Hapkido Association (Dae Han Hapkido Hyup Hwe), la cual se formó en 1965 a petición del por aquel tiempo presidente de Corea del Sur, Park Chung Hee. La Korea Hapkido Association se formó con la ayuda del señor Park Jong Kyu, quien fuera jefe de las Fuerzas de Protección del Presidente y uno de los hombres más poderosos en Corea en aquellos tiempos.
En enero de 1972, cambió el nombre de su propio grupo al de “Han Kuk Hapki Hwe”, y trasladó su cuartel general desde Incheon a Bukchang-Dong, Chung-Ku, en Seúl, Corea. En octubre de 1973, mientras todavía mantenía su propia organización, ayudó en la creación de la “Dae Han Min Kuk Hapkido Hyop Hwe” (Asociación de Hapkido de la República de Corea) y fue designado director ejecutivo, permaneciendo en esta organización hasta 1980. En agosto de 1974, volvió a cambiar el nombre de su organización pasándose a llamar ahora “Kuk Jae Yong Meng Hapki Hwe” conocida también en inglés como International Hapkido Federation (Federación Internacional de Hapkido). En el mismo año también cofundó la Korean Hapkido Association.

## Logros
En 1965, GM Myung compartió técnicas marciales e información con el maestro de Aikido japonés, el Sensei Hirata durante un período aproximado de unos cuatro años. En 1969, GM Myung rompió su relación con la Korea Hapkido Association (Dae Han Hapkido Hyup Hwe) y forma su propio grupo al que llamaría “Han Kuk Hapki Sool Hwe”. Asociándose a la fundación Aikikai en Japón, tanto así que incluso en la parte superior de los certificados otorgados por dicha asociación durante esa época, aparecía el nombre del fundador del Aikido Morihei Ueshiba.
El GM Myung fue el representante coreano más antiguo de la Aikikai en Japón e incluyó muchas técnicas del Aikido japonés en su versión del Hapkido. Produjo muchos vídeos y escribió gran cantidad de libros.
En los años 80 el GM Myung empezó a trabajar en el desarrollo de su propio y único arte marcial, el cual llamaría más adelante Hankido (한기도). El GM Myung quiso desarrollar un arte marcial para el pueblo coreano, que pudiera ser simple y fácil de aprender.
La esencia del Hankido consiste en sólo doce técnicas básicas, igual que el Aikido (donde se desarrollan 6 principios de luxación y 6 lanzamientos base). El GM Myung en cierta ocasión dijo que era mejor aprender una técnica y practicarla miles de veces que no aprender miles de técnicas.
En los años posteriores a la primera edición de los primeros Juegos de Hankido, GM Myung viajó alrededor de todo el mundo para promocionar su estilo único así como su propia organización, la International Hankido Federation.
Posterioirmente, Inició el desarrollo de otro arte para el manejo de la espada denominado Hankumdo (한검도) , el cual da la oportunidad al estudiante no coreano de aprender el alfabeto coreano (hangul), al usar este para aprender los diferentes ángulos de defensa y ataque.

## Fallecimiento
El 3 de agosto de 1999 el GM Myung fallece en Yong-In, Corea.
El hijo del GM Myung, Myung Sung Kwang, es ahora el 2.º Doju de la International H•K•D Federation – Jae Nam Musul Won.
La International H•K•D Federation tiene su cuartel general en Yong-In, Corea y cuenta con alrededor de un millón de miembros en 60 países diferentes. 